# Cespedosa de Tormes
Cespedosa de Tormes (oder auch nur Cespedosa) ist ein Ort und eine westspanische Gemeinde (municipio) mit 496 Einwohnern (Stand: 2024) in der Provinz Salamanca in der Autonomen Region Kastilien-León.

## Lage
Der Ort Cespedosa de Tormes liegt etwa 4 km vom Ostufer des Río Tormes entfernt in einer Höhe von ca. 1030 m. Die Provinzhauptstadt Salamanca befindet sich ca. 58 km (Fahrtstrecke) nördlich. Das Klima im Winter ist kühl, im Sommer dagegen durchaus warm; die eher geringen Niederschlagsmengen (ca. 500 mm/Jahr) fallen – mit Ausnahme der nahezu regenlosen Sommermonate – verteilt übers ganze Jahr.

## Bevölkerungsentwicklung
| Jahr      | 1857  | 1900  | 1950  | 2000 | 2019 |
| Einwohner | 1.143 | 1.629 | 1.766 | 650  | 495  |

Der deutliche Bevölkerungsrückgang seit den 1950er Jahren ist im Wesentlichen auf die Mechanisierung der Landwirtschaft sowie auf die Aufgabe von bäuerlichen Kleinbetrieben und den damit einhergehenden Verlust an Arbeitsplätzen zurückzuführen (Landflucht).

## Wirtschaft
Das wirtschaftliche Leben von Cespedosa de Tormes war und ist in hohem Maße agrarisch orientiert – früher wurden Getreide und selbst Weinreben zur Selbstversorgung angepflanzt; Gemüse stammte aus den Hausgärten. Viehzucht (früher hauptsächlich Schafe und Ziegen, heute zumeist Schweine) wurde und wird immer noch betrieben. Im Lauf der Zeit ließen sich Kleinhändler, Handwerker sowie Dienstleister aller Art hier nieder; viele sind jedoch verschwunden. Stattdessen spielt seit den 1970er Jahren der innerspanische Tourismus eine immer bedeutsamer werdende Rolle im Wirtschaftsleben der Gemeinde.

## Geschichte
Keltische und westgotische Spuren wurden bislang nicht entdeckt. Aus spätrömischer Zeit stammen die Fundamente eines Landgutes (villa rustica). Im 8. Jahrhundert überrannten die Mauren die Region; von einer Ansiedlung ist jedoch nichts bekannt. Nach der Schlacht von Simancas (939) konnten letztere in diesem Teil der Iberischen Halbinsel bis zum Fluss Tormes zurückgedrängt werden. König Ramiro II. von León († 951) begann mit der Neu- und Wiederbesiedlung (repoblación) der eroberten Gebiete; daneben gab es auch vereinzelte christliche Stützpunkte südlich bzw. westlich des Flusses. Im 11. und 12. Jahrhundert wurde die Grenze zwischen christlicher und islamischer Einflusssphäre weiter nach Süden verschoben; Raimund von Burgund, der Schwiegersohn von Alfons VI. († 1109) kümmerte sich in dieser Zeit um die Wiederbesiedlung, bei der wahrscheinlich auch der Ort Cespedosa entstand. Um das Jahr 1400 entstand die Burg (castillo).

## Sehenswürdigkeiten

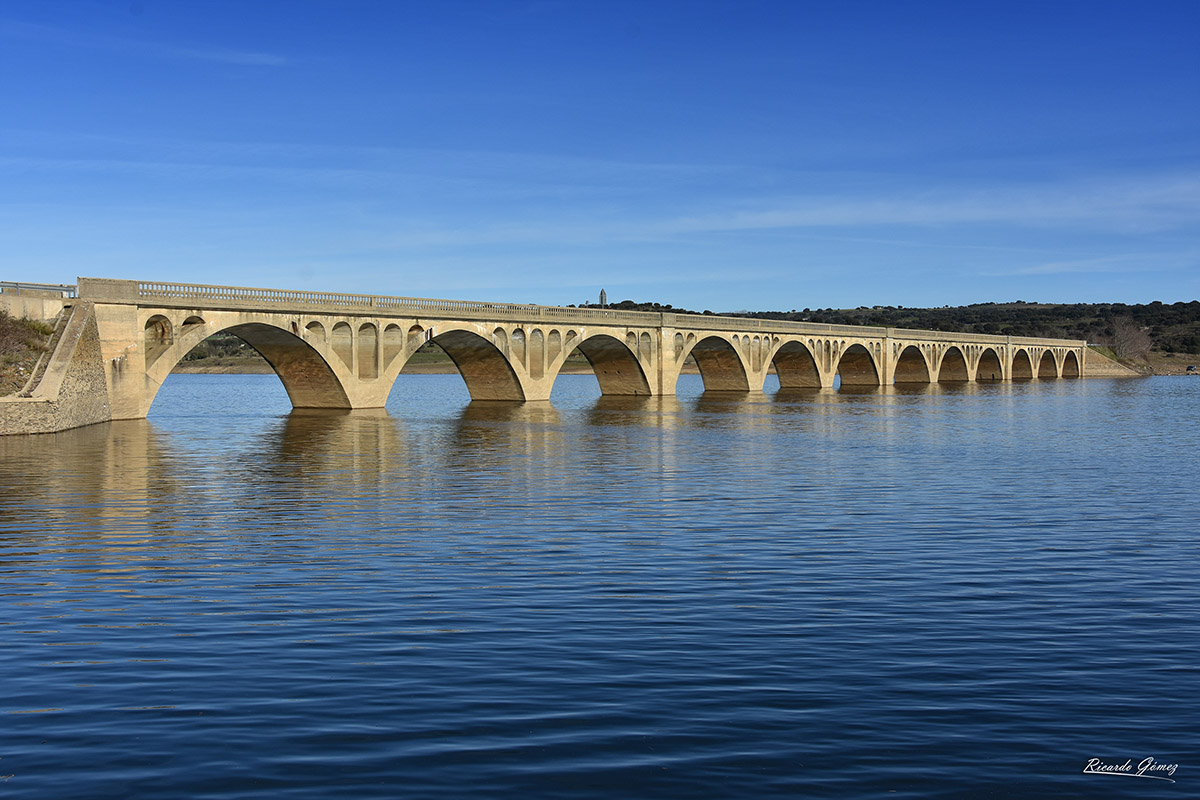
Puente de Cespedosa

- Die Burg, von der nur noch der auf rechteckigem Grundriss erbaute Bergfried (torre del homenaje) erhalten ist, gehörte zum Besitz des Hauses Alba-Dávila.[4]
- In der Zeit um 1500 entstand die Kirche des Ortes. Es ist ein dreischiffiger gotischer Bau mit einer Südvorhalle (portico). Der aus exakt behauenen Granitsteinen gefügte Glockenturm (campanario)  wurde im Jahr 1815 erneuert, da der alte beim Erdbeben von Lissabon (1755) Schäden erlitten hatte. In der Apsis befindet sich ein sehenswertes barockes Altarretabel (retablo). Im Jahr 2011 fielen Steine aus dem Gewölbe heraus, woraufhin die Kirche mehrere Jahre lang wegen Reparaturarbeiten geschlossen blieb.[5]

Umgebung
- Die in den Feldern in der Umgebung des Ortes befindliche Ermita de Nuestra Señora del Carrascal wurde im Jahr 1715 erbaut.
- Eine zwölfbogige Steinbrücke aus den 1960er Jahren quert den Río Tormes oder besser das südliche Ende des Santa-Teresa-Stausees zwischen Guijuelo und Cespedosa.